# كارثة سان كارلوس دي لا رابيتا
كارثة سان كارلوس دي لا رابيتا هو حادث مروري وقع بالقرب من مخيم لوس الفاكيوس، وهو مخيم يبعد 3 كم فقط عن مدينة سان كارلوس دي لا رابيتا. في الحادي عشر من يوليو، عام 1978، وقع انفجار ضخم في تمام الساعة الثانية والنصف بعد الظهر، في مخيم لوس الفاكيوس. توفي 217 شخصا وأصيب أكثر من 400.